# 阿尔希亚克
阿尔希亚克（法語：Archiac，法語發音：[aʁʃjak]），法国西部市镇，属于新阿基坦大区滨海夏朗德省，隶属于容扎克区，其市镇面积为4.48平方公里，2022年1月1日时人口数量为762人，在法国城市中排名第12,010位。
阿尔希亚克位于滨海夏朗德省东部，与夏朗德省接壤，多条公路在此交汇。

## 地名来源

### 中文译名
因翻译标准不同，“Archiac”在中文谷歌地图以及部分汉语资料中被译为“阿尔夏克”。

## 历史
阿尔希亚克的早期历史尚不清楚，公元11世纪时，干邑领主曾因家族纷乱而避难于阿尔希亚克。百年战争期间，当地的庄园被损毁。法国大革命后，阿尔希亚克成为滨海夏朗德省的一个市镇。1831年，阿尔希亚克南部的阿尔特纳克村庄独立成为一个市镇。

## 地理

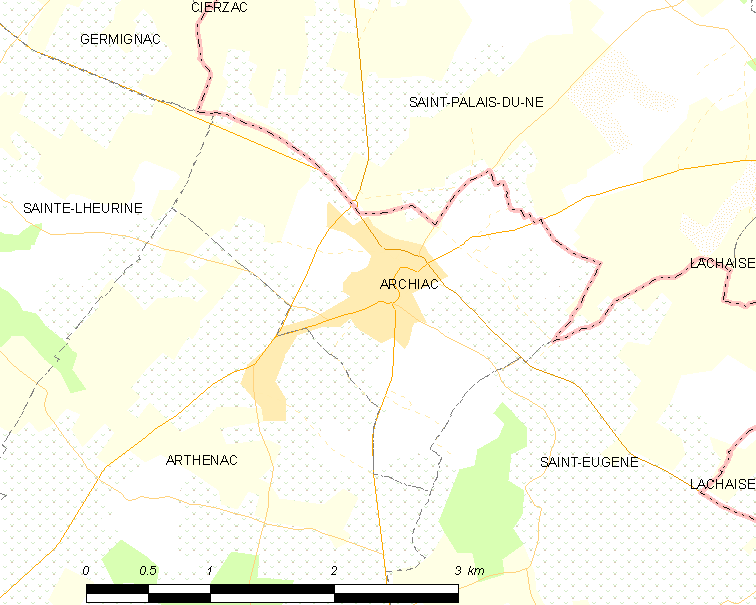
阿尔希亚克市镇范围地图

阿尔希亚克位于法国西部偏南，新阿基坦大区西部和滨海夏朗德省东部偏南，距离省会拉罗谢尔大约117公里。与阿尔希亚克接壤的市镇包括：内河畔圣帕莱、阿尔特纳克、圣欧仁、圣勒里娜。

### 地形
阿尔希亚克位于桑通日平原腹地，境内以平原和浅丘为主，市镇中心地势较为平坦，南部略有抬升，全境海拔在48到116米之间。

### 水文
阿尔希亚克位于内河与瑟涅河的分水岭区域，两河均属于夏朗德河水系。

### 植被
阿尔希亚克属于温带阔叶混交林区，镇中心北侧有林地分布。
在鲜花城市的评比中，阿尔希亚克暂未被评级。

### 气候
阿尔希亚克在柯本气候分类法中属于温带海洋性气候。

## 行政区划
阿尔希亚克是法国新阿基坦大区滨海夏朗德省的一个市镇，编号为17016。阿尔希亚克隶属于容扎克区、滨海夏朗德省第四选区以及容扎克县，同时也是上桑通日市镇公共社区的组成部分。
法国国家统计与经济研究所（简称）在进行数据统计时，未将阿尔希亚克划入任何（[城市核心区] 错误：{{Lang}}：无效参数：|3=（帮助））、城市区（Aire urbaine）以及（[城市辐射区] 错误：{{Lang}}：无效参数：|3=（帮助））内。此外，还将阿尔希亚克市镇整体看作一个“块区”（IRIS），以便于统计人口分布情况。

## 交通

### 公路
滨海夏朗德省省道D149线、D152线、D699线、D700线、D731线在阿尔希亚克境内交汇，新阿基坦大区下属的城际客运提供巴士线路，可前往周边部分市镇。
2018年，73.1%的阿尔希亚克家庭拥有至少一辆私人汽车。2019年，阿尔希亚克境内共发生各类交通事故1起，造成1人受伤。

### 铁路
距离阿尔希亚克最近的铁路车站为干邑站，该站位于贝扬－昂古莱姆铁路上，停靠往返于鲁瓦扬和昂古莱姆一线的区域列车。

### 航空
距离阿尔希亚克最近的民用航空站为波尔多机场，距离阿尔希亚克市中心的公路里程约116公里。

### 城市公共交通
截至2021年11月，阿尔希亚克暂无城市公共交通系统。

## 政治
阿尔希亚克的现任市长为莫里斯·冈萨雷斯先生（Maurice Gonzalez），他是一名无党派人士，在2020年的市政选举中获得了87.87%的支持率。
在2017年的法国总统大选中，法国第25任总统埃马纽埃尔·马克龙在阿尔希亚克获得了58.25%的支持率。

## 人口
2018年，阿尔希亚克市镇人口数量为777，在法国排名第12,010位。其中男性357人，女性420人，75岁及以上人口占13.5%，外籍人口数量为140人，人口密度为173人/平方公里，当地居民被称为（男性）或（女性）。2019年，阿尔希亚克境内出生8人，死亡人口20人。
| 年份   | 1936 | 1946 | 1954 | 1962 | 1968 | 1975 | 1982 | 1990 | 1999 | 2004 | 2009 | 2014 | 2018 |
| ------ | ---- | ---- | ---- | ---- | ---- | ---- | ---- | ---- | ---- | ---- | ---- | ---- | ---- |
| 人口數 | 779  | 750  | 737  | 813  | 856  | 890  | 868  | 837  | 864  | 823  | 812  | 762  | 777  |

## 经济
截止2021年11月，阿尔希亚克共有各类用人单位（包含自雇）260家，平均历史为19年，其中98.18%为中小型企业（PME）。（老年人医疗服务）、（酿酒）及（面包房）是当地2020年营业额最高的三个企业，分别为1,679,880欧元、1,139,065欧元和194,097欧元。

## 财政收入
2019年，阿尔希亚克的财政收入总额为794,960欧元，财政支出总额为722,170欧元，当年的债务总额为411,950欧元。2021年，阿尔希亚克共获得156,541欧元的国家财政补助，比上一年增加了1.47%。
2019年，阿尔希亚克的家庭平均月收入总额为1,792欧元，低于法国平均水平（2,318欧元）。
2018年，阿尔希亚克境内的青壮年（15至64岁）失业率为15.7%，当地43.1%的家庭拥有纳税资格，平均纳税2,023欧元，低于法国平均水平（3,888欧元）。

## 社会事务

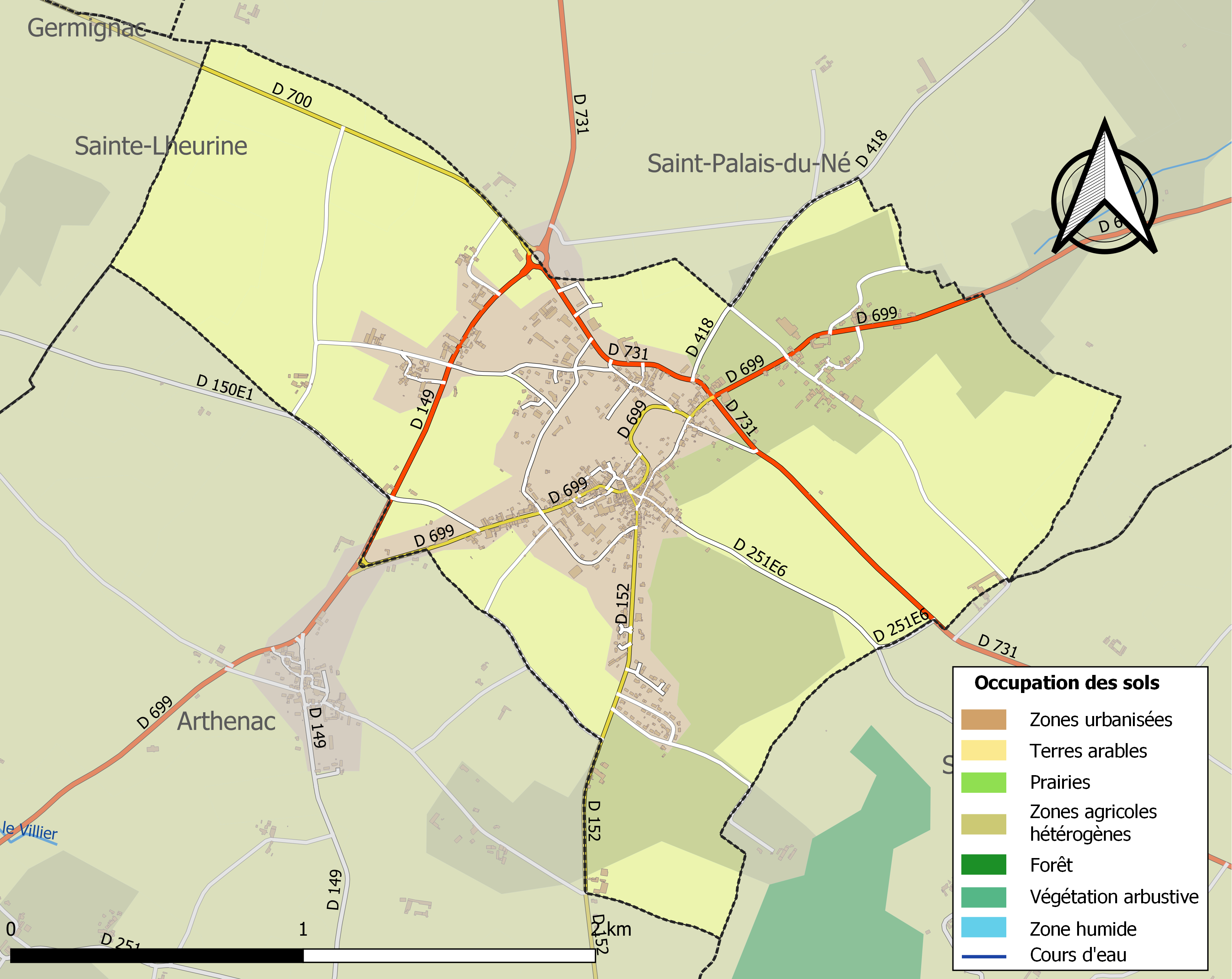
阿尔希亚克土地利用情况地图

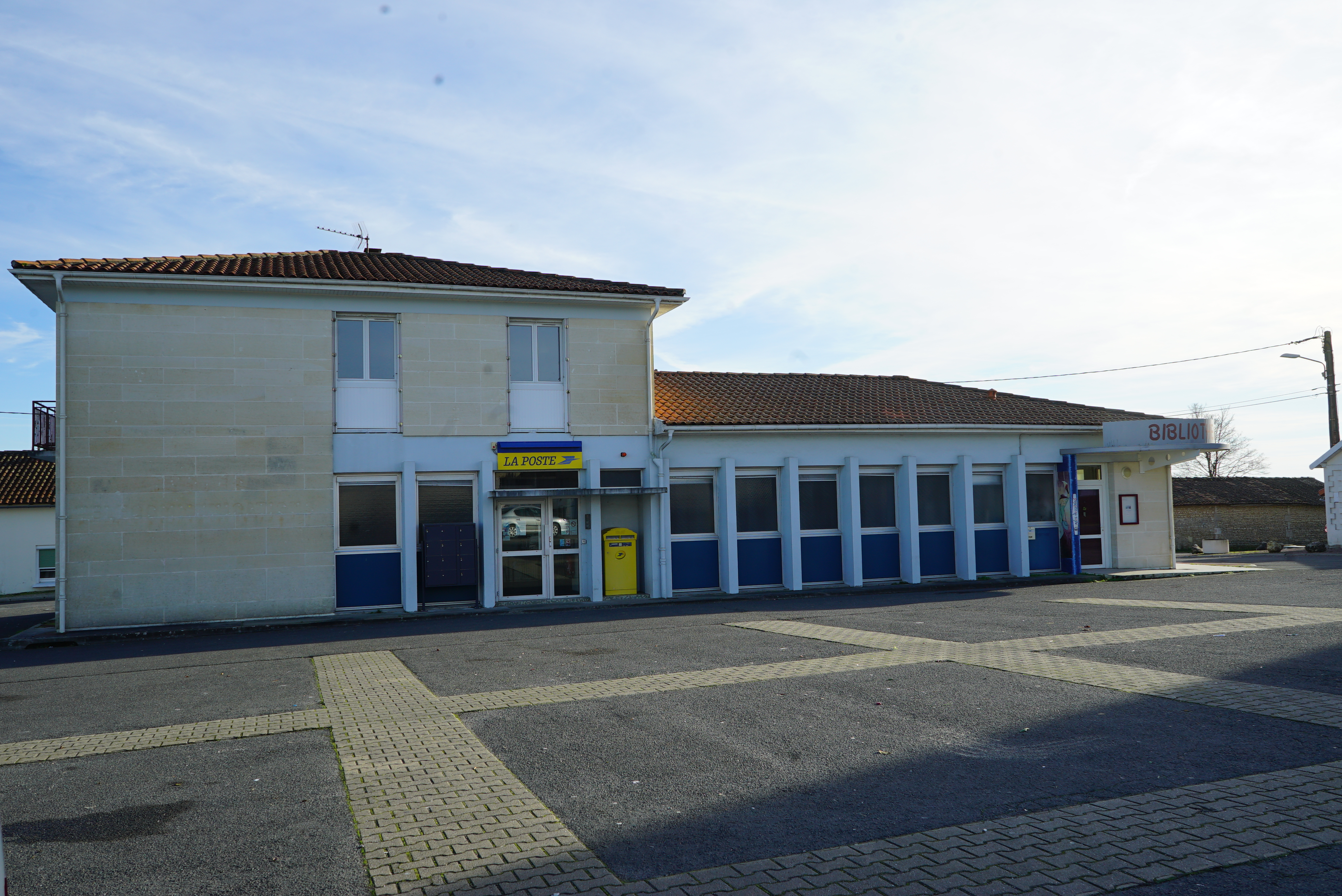
阿尔希亚克邮局

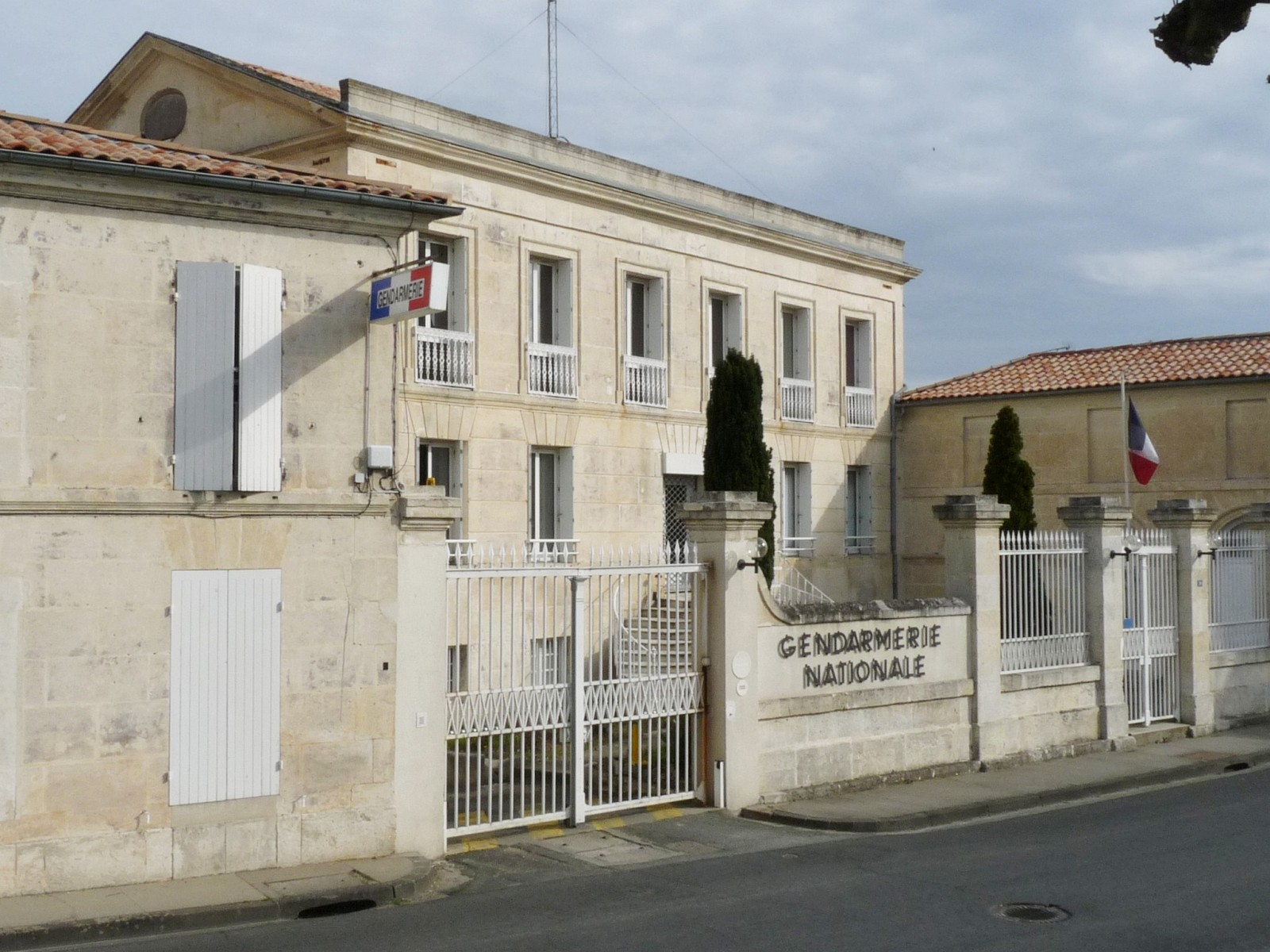
阿尔希亚克宪兵队

### 教育
阿尔希亚克属于普瓦捷学区。截止2020年1月1日，阿尔希亚克境内共有1所小学和1所初级中学。2018至2019学年度，阿尔希亚克境内共有在校中等教育阶段学生301名。

### 医疗
截止2020年1月1日，阿尔希亚克境内共有全科医生3名、保健师1名、护士3名和助产士1名。境内共有药房1家、养老院1家、残疾人帮扶中心0家。
距离阿尔希亚克最近的区域性医疗机构为巴伯济约-圣伊莱尔中心医院（Centre Hospitalier de Barbezieux-Saint-Hilaire），其主病区位于巴伯济约-圣伊莱尔市区，距离阿尔希亚克镇中心的正常车程约15分钟，设有床位382个，是当地规模最大的公立综合性医院。

### 住房
2018年，阿尔希亚克境内共有各类住房442套，其中87.3%为独立式居民区，12.7%为集中式居民区。常住房屋占阿尔希亚克市镇范围内居民建筑总量的83.3%。
在住房保障政策方面，2020年，阿尔希亚克境内共有57户家庭获得了住房经济补助，受益人数占总人口数量的7.3%，其中59份为房租补助。

### 商业
2019年，阿尔希亚克境内共有各类实体商铺30家，其中餐厅1家、大型超市1家、面包房3家、肉铺1家、银行门店3家、美容美发店3家、汽车维修店2家。市区X部建有大型开放式商业街区。

### 体育
2020年，阿尔希亚克境内共有1家游泳池、1间体育馆、2处网球场以及1处篮球或排球场。
截至2021年11月，阿尔希亚克境内暂无任何注册足球俱乐部。

### 环境
阿尔希亚克的环境事务由其所属的公共社区负责。2019年，阿尔希亚克境内暂无污染企业。

### 治安
2019年，阿尔希亚克市镇范围内有1处宪兵分队。
阿尔希亚克所处的容扎克国家宪兵队的管辖范围。2014年，该辖区内共117个市镇累计发生各类案件1,935起，其中盗窃类案件1,260起，经济类案件230起，毒品交易类案件30起。

## 文化
2020年，阿尔希亚克境内暂无任何文化设施。

### 建筑
阿尔希亚克境内有多处历史建筑，其中圣伯多禄教堂（Église Saint-Pierre d'Archiac）是当地的地标性建筑物。

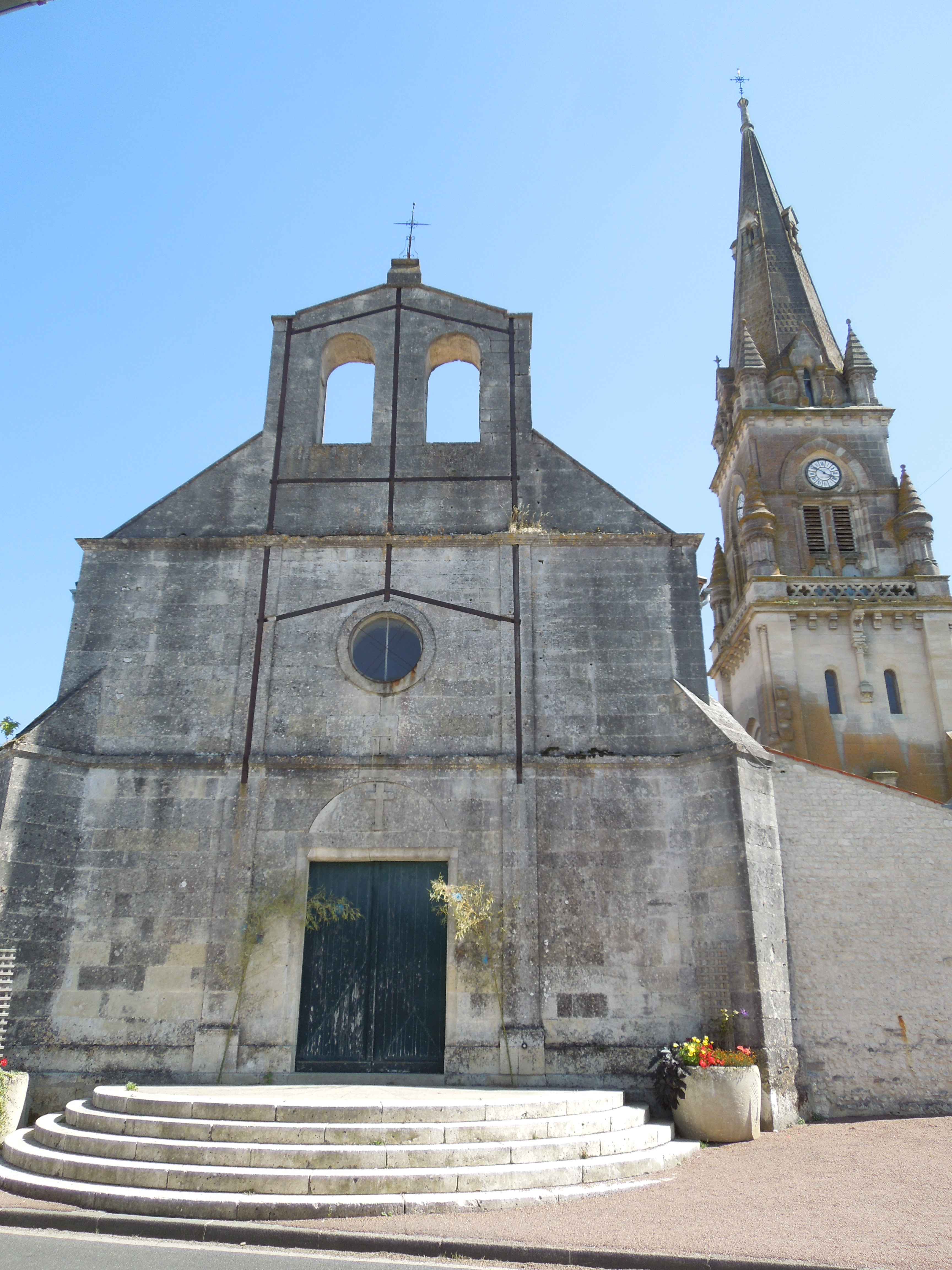
圣伯多禄教堂
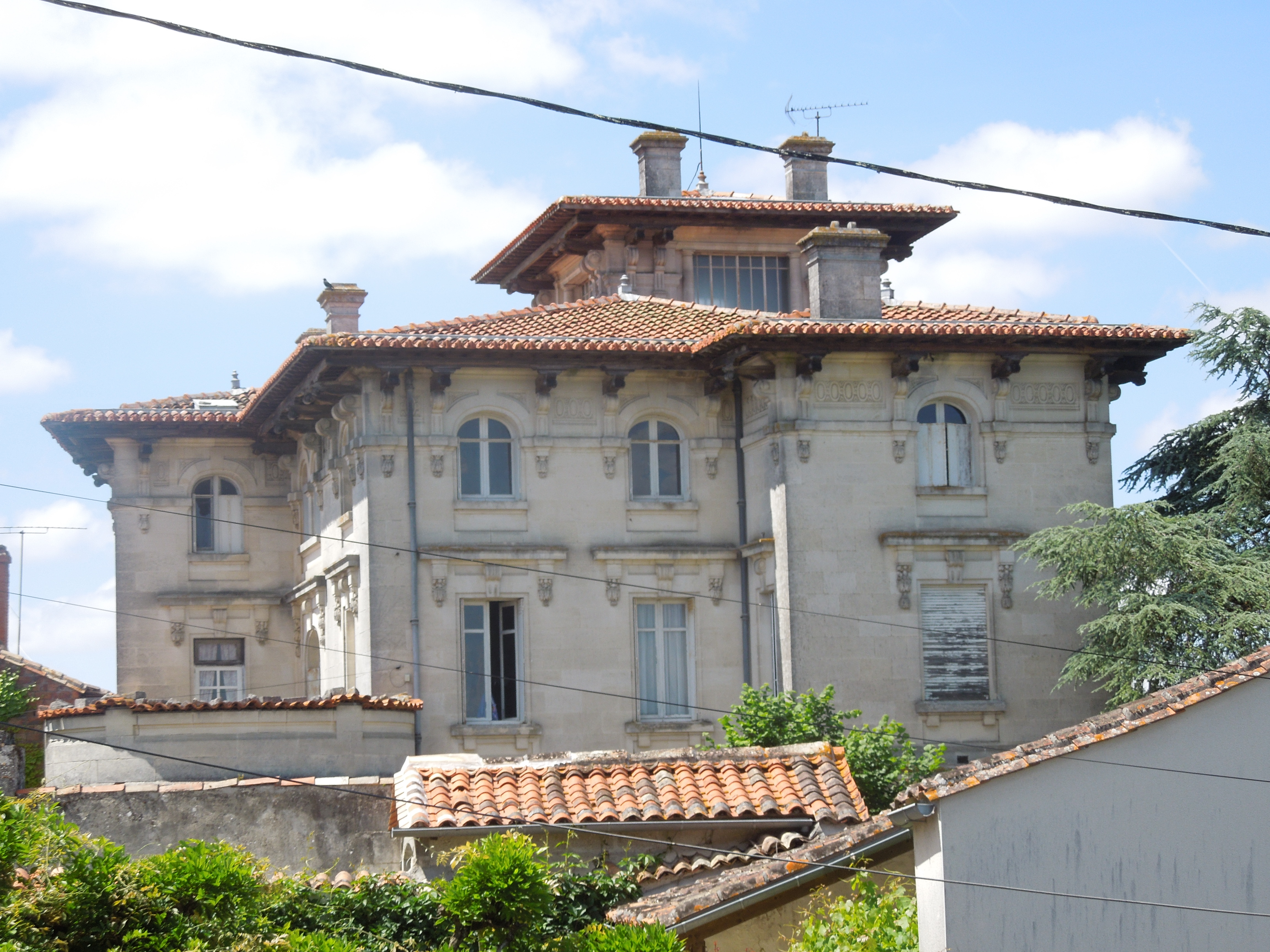
贝尔尼耶城堡
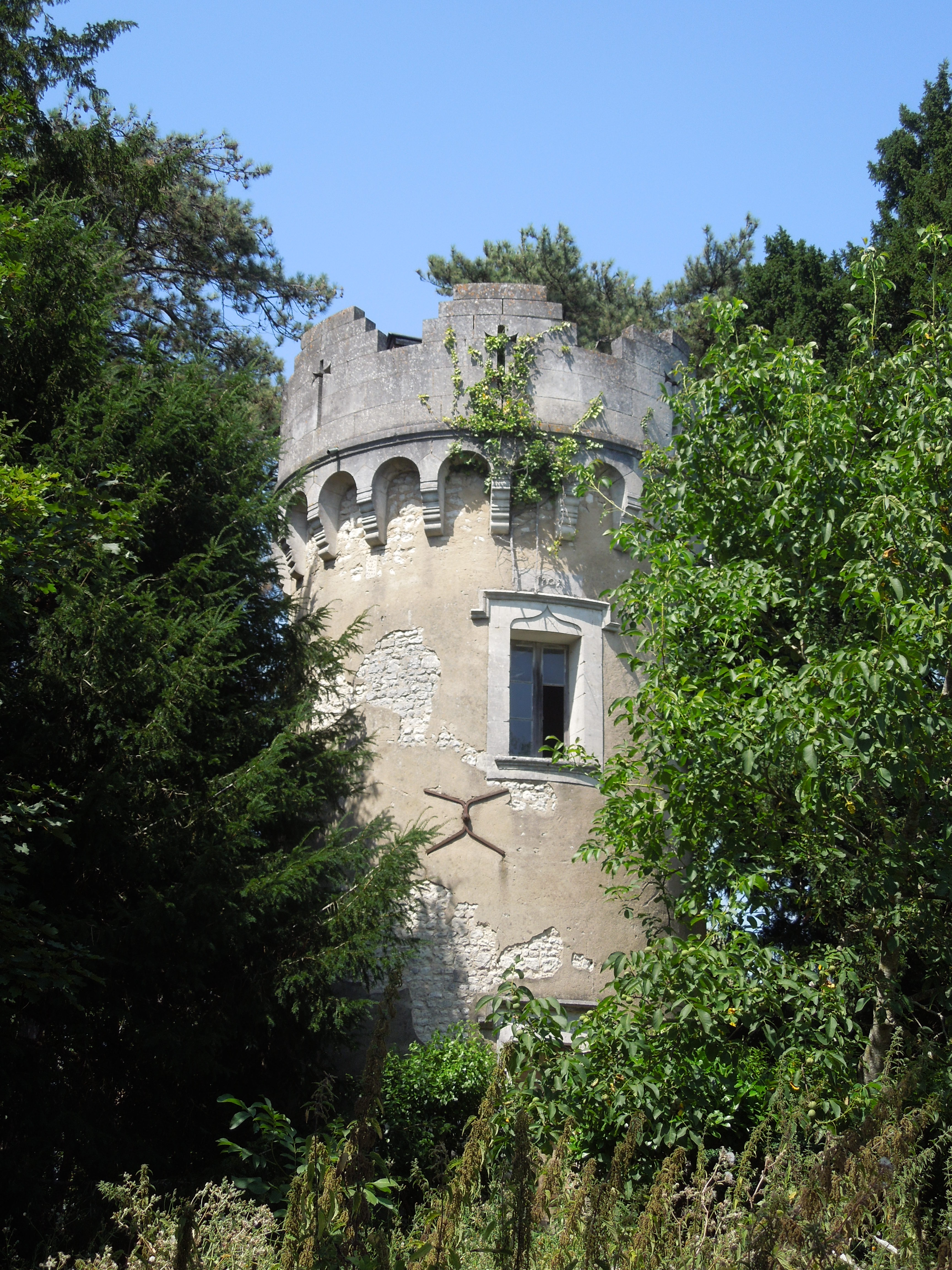
城墙旧址
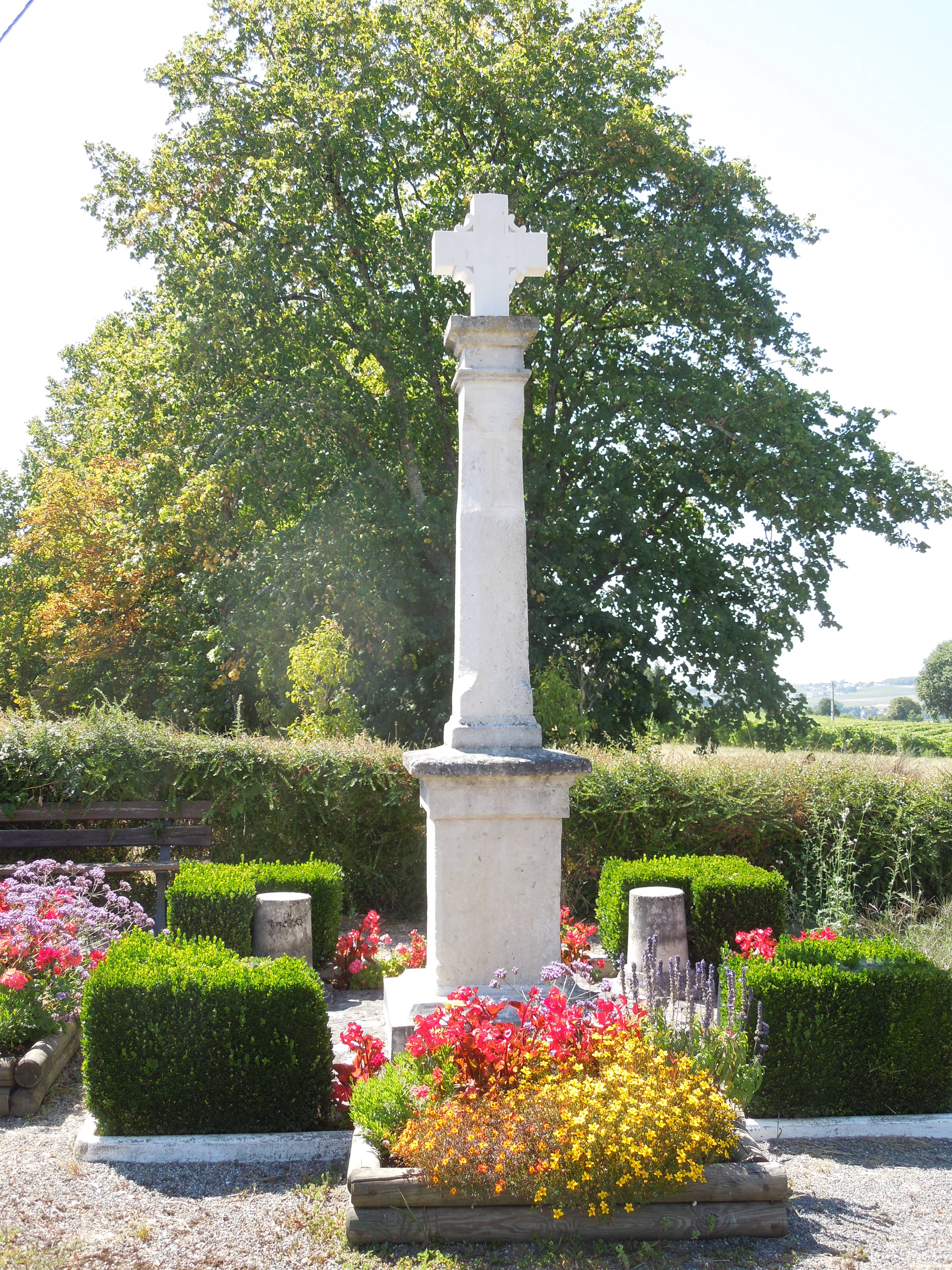
烈士纪念碑
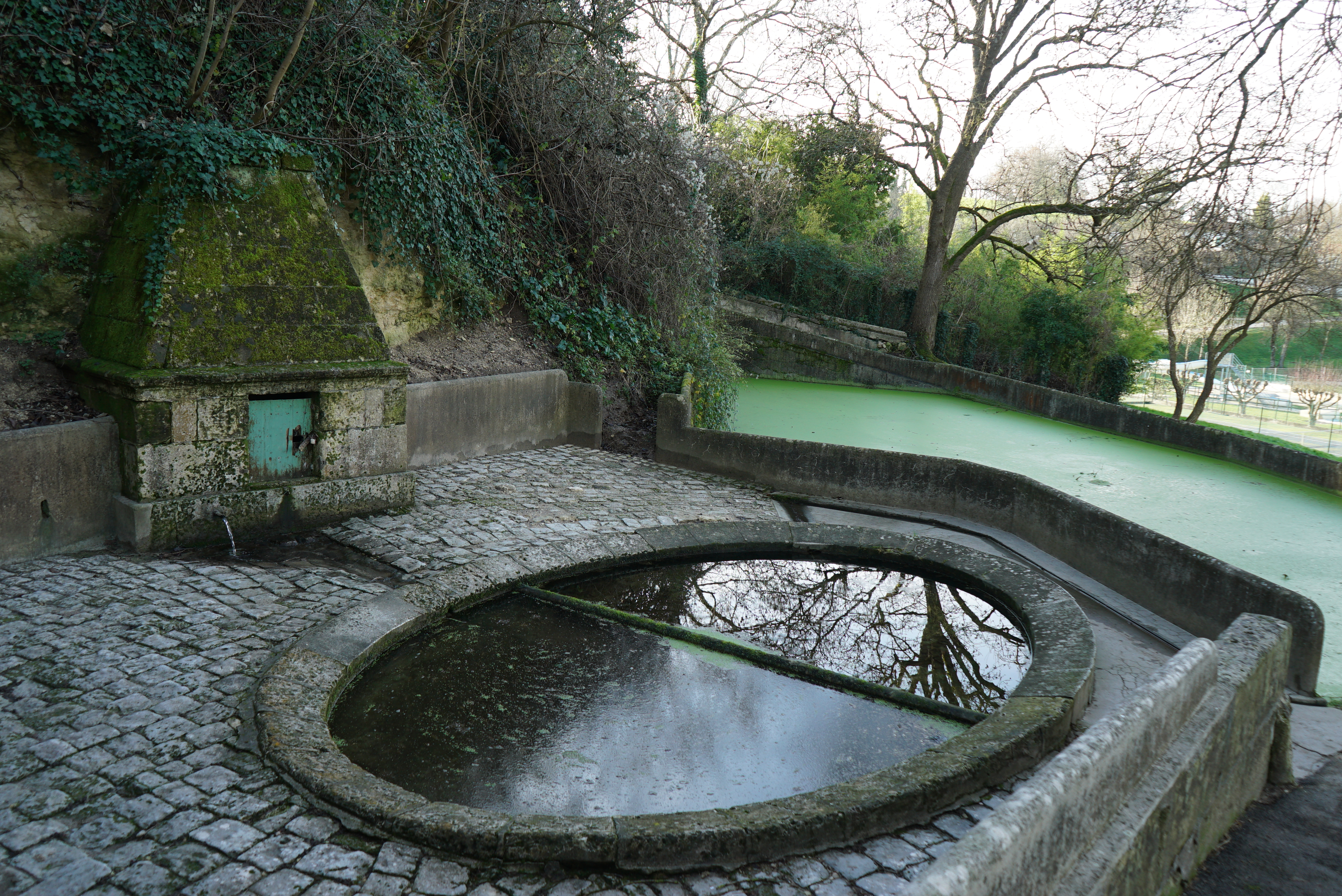
喷泉
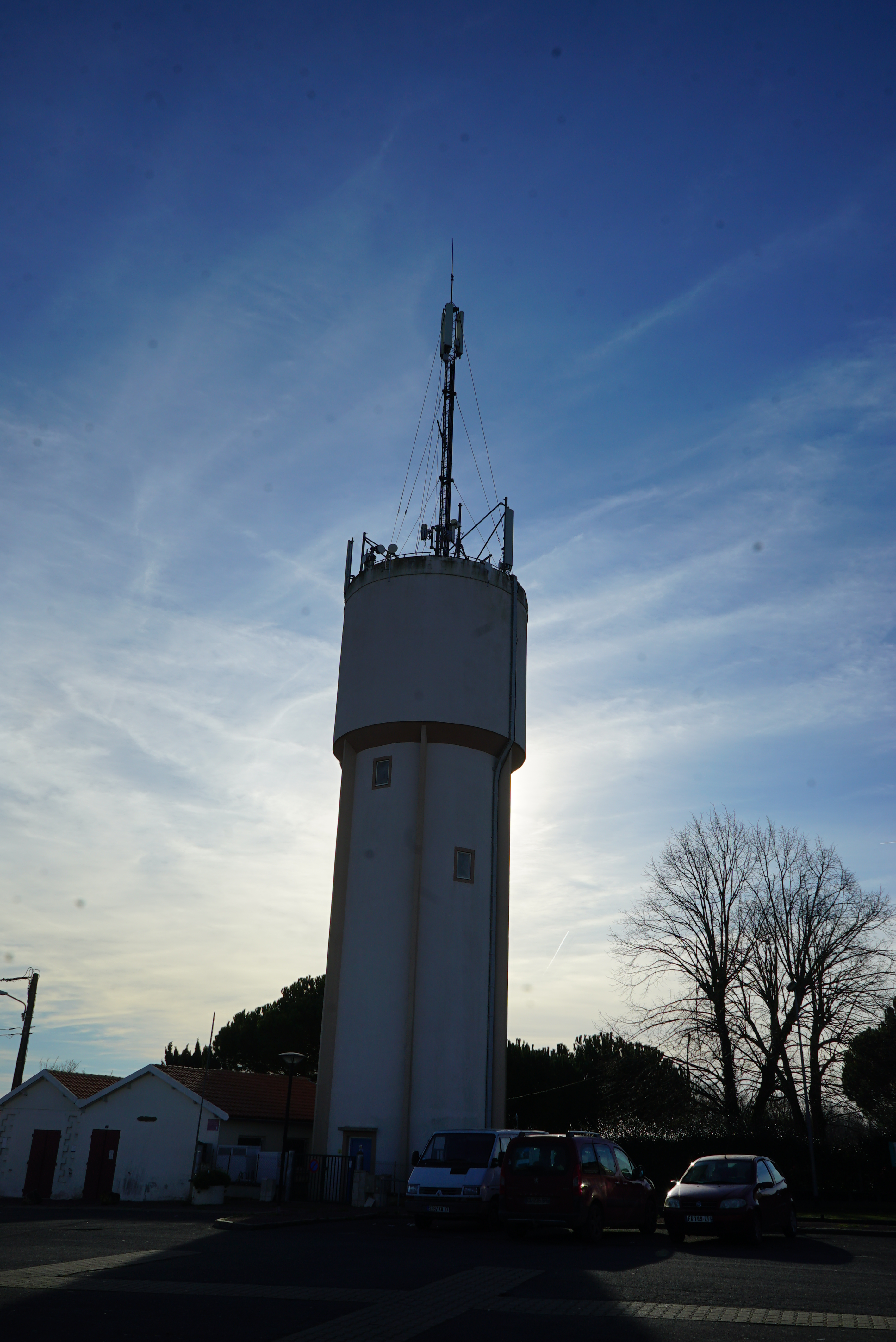
水塔

### 旅游
阿尔希亚克的旅游事务由其所属的公共社区负责。2021年，阿尔希亚克境内共有有1个露营地，可容纳共37辆露营车。

### 媒体
法国主要的媒体均可在阿尔希亚克接收，法国电视三台下属的新阿基坦大区频道在部分时段播出阿尔希亚克所属区域的地方新闻。

## 友好城市
截至2021年11月，阿尔希亚克暂未建立任何友好城市关系。